# Нормальное замыкание (теория групп)
Нормальное замыкание подмножества S группы G — это подгруппа G,  порождённая SG, то есть замыкание SG относительно групповой операции, где SG — это класс сопряженности элементов S:
{\displaystyle S^{G}=\{\,g{\cdot }s{\cdot }g^{-1}\mid g\in G,\quad s\in S\,\}.}
Нормальное замыкание можно определить эквивалентным способом как пересечение всех нормальных подгрупп, содержащих данное множество. Таким образом, любая нормальная подгруппа является нормальным замыканием некоторого множества.

## Свойства
- Нормальное замыкание любого подмножества — всегда нормальная подгруппа G.
  - Более того, это наименьшая (по вложению) нормальная подгруппа, содержащая данное множество.
- Любая простая группа является нормальным замыканием своего (нетождественного) элемента.
- Любая группа узла является нормальным замыканием некоторого своего элемента.